# Иманов, Юсиф Бахруз оглы
Юсиф Бахруз оглы Иманов (азерб. İmanov Yusif Bəhruz oğlu; 27 сентября 2002, Агдам, Азербайджан) — азербайджанский футболист, вратарь. Игрок футбольного клуба из Баку «Сабах» и сборной Азербайджана.

## Клубная карьера
«Сабах»
Воспитанник клуба. 19 марта 2022 года дебютировал в премьер-лиге Азербайджана, отстояв на «ноль» в матче с «Сабаилом». 26 июля 2023 года дебютировал в матчах квалификации Лиги конференции против латвийского «РФК».

## Статистика

### Клубная
| Выступление      | Выступление      | Выступление      | Лига | Лига | Кубок | Кубок | Еврокубки | Еврокубки | Итого | Итого |
| Клуб             | Лига             | Сезон            | Игры | Голы | Игры  | Голы  | Игры      | Голы      | Игры  | Голы  |
| ---------------- | ---------------- | ---------------- | ---- | ---- | ----- | ----- | --------- | --------- | ----- | ----- |
| Сабах (Баку)     | Премьер-лига     | 2021/22          | 8    | -6   | —     | —     | —         | —         | 8     | -6    |
| Сабах (Баку)     | Премьер-лига     | 2022/23          | 33   | -23  | 2     | -4    | —         | —         | 35    | -27   |
| Сабах (Баку)     | Премьер-лига     | 2023/24          | 5    | -7   | 0     | 0     | 4         | -3        | 9     | -10   |
| Сабах (Баку)     | Итого            | Итого            | 46   | -36  | 2     | -4    | 4         | -3        | 52    | -43   |
| Всего за карьеру | Всего за карьеру | Всего за карьеру | 46   | -36  | 2     | -4    | 4         | -3        | 52    | -43   |

### Сборная

#### Матчи за молодёжную сборную
| № | Дата                  | Оппонент | Счёт | Пр. голы | Минуты | Соревнование      |
| - | --------------------- | -------- | ---- | -------- | ------ | ----------------- |
| 1 | 27 сентября 2022 года | Молдова  | 0:0  | 0        | 90'    | Товарищеский матч |

Итого: сыграно матчей: 1. Победы: 0, ничьи: 1, поражения: 0. Пропущено голов: 0. «Сухие» матчи: 1.
| № | Дата               | Оппонент | Счёт | Пр. голы | Минуты | Соревнование             |
| - | ------------------ | -------- | ---- | -------- | ------ | ------------------------ |
| 1 | 24 марта 2023 года | Австрия  | 1:4  | 4        | 90'    | Отбор ЧЕ-2024 (группа F) |

Итого: сыграно матчей: 1. Победы: 0, ничьи: 0, поражения: 1. Пропущено голов: 4. «Сухие» матчи: 0.

## Достижения
«Сабах»
- Серебряный призёр Чемпионата Азербайджана: 2022/23